# Dixeia
Dixeia é um género de borboletas da subfamília Pierini da família Pieridae, encontrada principalmente na África.
Elas não devem ser confundidas com a borboleta Pieris rapae, que é chamada de "pequena branca" em várias nações europeias.

## Espécies
Listados em ordem alfabética:
- Dixeia capricornus (Ward, 1871)
- Dixeia cebron Ward, 1871
- Dixeia charina (Boisduval, [1836])
- Dixeia dixeyi (Neave, 1904)
- Dixeia doxo (Godart, [1819])
- Dixeia leucophanes Vári, 1976
- Dixeia orbona (Geyer, 1837)
- Dixeia pigea (Boisduval, 1836)
- Dixeia piscicollis Pinhey, 1972
- Dixeia spilleri (Spiller, 1884)